# Litoria cavernicola
Litoria cavernicola és una espècie de granota de la família dels hílids. Aquest endemisme del nord-oest d'Austràlia només es coneix que es trobi en una zona molt remota de la regió de Kimberley, a Austràlia Occidental, a una altitud d'entre 150 i 300 metres. Es desconeix l'estat de les poblacions.
Habita en coves i refugis entre còdols als congostos que flanquegen l'altiplà de Mitchell.